# Fußball-Weltmeisterschaft 1994/Statistik
Dieser Artikel gibt einen Überblick über die Rekorde und Statistiken zur Fußball-Weltmeisterschaft 1994.

## Abschlusstabelle WM 1994
Die folgende Rangliste berücksichtigt die Kriterien der FIFA.
| Rang | Mannschaft         | Spiele | Siege | Unentschieden | Niederlagen | Tore  | Tordifferenz | Punkte |
| ---- | ------------------ | ------ | ----- | ------------- | ----------- | ----- | ------------ | ------ |
| 1    | Brasilien          | 7      | 5     | 2             | 0           | 11:3  | +8           | 17     |
| 2    | Italien            | 7      | 4     | 2             | 1           | 8:5   | +3           | 14     |
| 3    | Schweden           | 7      | 3     | 3             | 1           | 15:8  | +7           | 12     |
| 4    | Bulgarien          | 7      | 3     | 1             | 3           | 10:11 | −1           | 10     |
| 5    | Deutschland        | 5      | 3     | 1             | 1           | 9:7   | +2           | 10     |
| 6    | Rumänien           | 5      | 3     | 1             | 1           | 10:9  | +1           | 10     |
| 7    | Niederlande        | 5      | 3     | 0             | 2           | 8:6   | +2           | 9      |
| 8    | Spanien            | 5      | 2     | 2             | 1           | 10:6  | +4           | 8      |
| 9    | Nigeria (E)        | 4      | 2     | 0             | 2           | 7:4   | +3           | 6      |
| 10   | Argentinien        | 4      | 2     | 0             | 2           | 8:6   | +2           | 6      |
| 11   | Belgien            | 4      | 2     | 0             | 2           | 4:4   | ±0           | 6      |
| 12   | Saudi-Arabien (E)  | 4      | 2     | 0             | 2           | 5:6   | −1           | 6      |
| 13   | Mexiko             | 4      | 1     | 2             | 1           | 4:4   | ±0           | 5      |
| 14   | Vereinigte Staaten | 4      | 1     | 1             | 2           | 3:4   | −1           | 4      |
| 15   | Schweiz            | 4      | 1     | 1             | 3           | 5:7   | −2           | 4      |
| 16   | Irland             | 4      | 1     | 1             | 2           | 2:4   | −2           | 4      |
| 17   | Norwegen           | 3      | 1     | 1             | 1           | 1:1   | ±0           | 4      |
| 18   | Russland (E*)      | 3      | 1     | 0             | 2           | 7:6   | +1           | 3      |
| 19   | Kolumbien          | 3      | 1     | 0             | 2           | 4:5   | −1           | 3      |
| 20   | Südkorea           | 3      | 0     | 2             | 1           | 4:5   | −1           | 2      |
| 21   | Bolivien           | 3      | 0     | 1             | 2           | 1:4   | −3           | 1      |
| 22   | Kamerun            | 3      | 0     | 1             | 2           | 3:11  | −8           | 1      |
| 23   | Marokko            | 3      | 0     | 0             | 3           | 2:5   | −3           | 0      |
| 24   | Griechenland (E)   | 3      | 0     | 0             | 3           | 0:10  | −10          | 0      |

Anmerkungen:
- Entscheidend für die Reihenfolge nach FIFA-Kriterien ist zunächst die erreichte Runde (Sieger, Finalist, Dritter, Vierter, Viertelfinale, Achtelfinale, Vorrunde). Ist die erreichte Runde gleich, entscheiden der Reihe nach die Zahl der Punkte, die Tordifferenz, die Zahl der geschossenen Tore und der direkte Vergleich. In der Verlängerung entschiedene Spiele wurden mit dem Ergebnis nach 120 Minute gewertet. Im Elfmeterschießen erzielte Tore wurden nicht berücksichtigt, das Spiel wurde als Remis gewertet.[1]
- (E) = Erstteilnehmer, (E*) = Erstteilnehmer als Nachfolger einer anderen Mannschaft (in der ewigen Rangliste werden die Ergebnisse von Vorgänger und Nachfolger zusammengerechnet)

## Spieler
- Jüngster Teilnehmer: Ronaldo (Brasilien) mit 17 Jahren (ohne Einsatz)
- Ältester Teilnehmer: Roger Milla (Kamerun) mit 42 Jahren (2 Einsätze)
- Zwischen Milla und Rigobert Song, der 17 Jahre und 11 Monate alt war, gibt es die größte Altersdifferenz von 24 Jahren und 2 Monaten einer WM-Mannschaft aller Zeiten
- Diego Maradona stellte den Rekord von  Björn Nordqvist, Ladislav Novák und Billy Wright mit 3 WM-Turnieren als Spielführer ein.
- Gianluca Pagliuca (Italien) erhielt als erster Torhüter in einem WM-Spiel die Rote Karte (in der 21. Minute des Gruppenspiels gegen Norwegen)
- Diego Maradona stellte mit seinem 21. WM-Spiel den 24 Jahre alten Rekord von Uwe Seeler ein. Da er vor dem letzten Gruppenspiel positiv auf Drogen getestet und vom Turnier ausgeschlossen wurde, konnte er den Rekord nicht überbieten. Er überbot aber den 12 Jahre alten Rekord von Dino Zoff (Italien) von 14 Einsätzen als Spielführer und erhöhte ihn auf 16.

## Torschützen
- Erster Torschütze: Jürgen Klinsmann (Deutschland) in der 61. Minute des Eröffnungsspiels des Titelverteidigers gegen Bolivien
- Schnellster Torschütze: Gabriel Batistuta (Argentinien) in der 2. Minute des Spiels gegen Griechenland
- Jüngster Torschütze: David Embé (Kamerun) mit 20 Jahren
- Ältester Torschütze: Roger Milla (Kamerun) mit 42 Jahren und 39 Tagen (ältester WM-Torschütze aller Zeiten)
- Claudio Caniggia (Argentinien) erzielte bei 2:1-Sieg gegen Nigeria das 1500. WM-Tor
- Oleg Salenko (Russland) konnte als erster und bis heute einziger Spieler 5 Tore in einem WM-Spiel erzielen: Beim 6:1-Sieg gegen Kamerun. Er ist aber bis heute der einzige Torschützenkönig, der mit seiner Mannschaft in der Vorrunde ausgeschieden ist.
- Diego Maradona erzielte als erster Kapitän sechs Tore (bei drei WM-Turnieren), womit er den Rekord von 5 Toren von Uwe Seeler (1966 und 1970), György Sárosi  (Ungarn, 1938) und Karl-Heinz Rummenigge (1982 und 1986) überbot.

### Die besten Torschützen
| Rang | Spieler             | Tore |
| ---- | ------------------- | ---- |
| 1    | Oleg Salenko        | 6    |
|      | Christo Stoitschkow | 6    |
| 3    | Kennet Andersson    | 5    |
|      | Roberto Baggio      | 5    |
|      | Jürgen Klinsmann    | 5    |
|      | Romário             | 5    |
| 7    | Gabriel Batistuta   | 4    |
|      | Martin Dahlin       | 4    |
|      | Florin Răducioiu    | 4    |
| 10   | Bebeto              | 3    |
|      | Dennis Bergkamp     | 3    |
|      | José Luis Caminero  | 3    |
|      | Tomas Brolin        | 3    |
|      | Gheorghe Hagi       | 3    |

| Rang | Spieler               | Tore |
| ---- | --------------------- | ---- |
| 15   | Philippe Albert       | 2    |
|      | Fuad Amin             | 2    |
|      | Daniel Amokachi       | 2    |
|      | Emmanuel Amuneke      | 2    |
|      | Dino Baggio           | 2    |
|      | Claudio Caniggia      | 2    |
|      | Ilie Dumitrescu       | 2    |
|      | Luis García           | 2    |
|      | Jon Andoni Goikoetxea | 2    |
|      | Wim Jonk              | 2    |
|      | Adrian Knup           | 2    |
|      | Jordan Letschkow      | 2    |
|      | Hong Myung-bo         | 2    |
|      | Adolfo Valencia       | 2    |
|      | Rudi Völler           | 2    |

Darüber hinaus gab es 51 Spieler mit einem Treffer. Hinzu kam ein Eigentor.

## Trainer
- Jüngster Trainer: Xabier Azkargorta (Spanien/Bolivien) mit 40 Jahren.
- Bolivien, Irland, Kamerun, Nigeria, Saudi-Arabien, die Schweiz, und die USA wurden von einem ausländischen Trainer betreut, dem Spanier Xabier Azkargorta, dem Engländer Jack Charlton (wie 4 Jahre zuvor), dem Franzosen Henri Michel, dem Niederländer Clemens Westerhof, dem Engländer Roy Hodgson,  dem Argentinier Jorge Solari, dem Jugoslawen Bora Milutinović.
- Carlos Alberto Parreira (Brasilien) und Bora Milutinović (Jugoslawien) nahmen als erste Trainer mit der dritten Mannschaft teil. Parreira hatte zuvor Kuwait (1982) und die VAE (1990) betreut, nun nahm er mit seinem Heimatland teil. Milutinović betreute nach Mexiko (1986) und Costa Rica (1990) nun die USA, womit er bis heute der einzige Trainer ist, der bei zwei Heim-WMs seiner Mannschaft dabei war.

## Schiedsrichter
- Joël Quiniou (Frankreich) leitete als erster Schiedsrichter acht WM-Spiele (von 1986 bis 1994) und zeigte als erster Schiedsrichter fünf Spielern die  Rote Karte

## Qualifikation
- Für diese WM hatten sich 143 Mannschaften gemeldet, 31 Mannschaften mehr als vier Jahre zuvor.
- Die USA als Gastgeber und Deutschland als Titelverteidiger waren automatisch qualifiziert.
- Es war die erste WM nach den beginnenden Umwälzungen in Osteuropa, wodurch neue Nationalmannschaften entstanden. So nahmen Estland, Lettland und Litauen erstmals seit 1938 wieder teil. Die Tschechoslowakei trat nach der Aufspaltung des Staates zum Jahreswechsel 1992/93 im Jahre 1993 noch weiterhin als gemeinsame Mannschaft an, unter der Bezeichnung Auswahl der Tschechen und Slowaken (Representation of Czechs and Slovaks, RCS). Sie konnte sich aber nicht qualifizieren. Erst ab Januar 1994 traten zwei getrennte Mannschaften auf. Jugoslawien wurde wegen des Balkankriegs suspendiert. Israel war Mitglied der UEFA geworden und startete nun in der Europa-Qualifikation.
- In Südamerika war Chile wegen eines Vorfalls in der Qualifikation vier Jahre zuvor nicht zugelassen (Siehe: Chilenische Fußballnationalmannschaft/Weltmeisterschaften#1990 in Italien). Die übrigen südamerikanischen Mannschaften spielten in einer Vierer- und einer Fünfergruppe. Die beiden Gruppensieger und der Zweite der Fünfergruppe waren direkt qualifiziert, Bolivien konnte sich so erstmals sportlich qualifizieren. Der Zweite der Vierergruppe (Argentinien) musste in die interkontinentalen Play-offs gegen Australien, das sich zuvor im interkontinentalen Play-off gegen Kanada durchgesetzt hatte.
- In der CONCACAF-Qualifikation verzichtete Kuba in der ersten Runde.
- In Asien verzichteten Myanmar und Nepal.
- Durch das gute Abschneiden der kamerunischen Mannschaft bei der WM 1990 mit Sieg im Eröffnungsspiel gegen den Titelverteidiger, erhielten die Afrikaner einen weiteren WM-Startplatz. Gambia, Libyen, Mali, Mauretanien, der Sudan und Uganda verzichteten in der ersten Runde. Liberia zog nach zwei Spielen zurück, die Spiele wurden aus der Wertung genommen. Das letzte Spiel in dieser Gruppe zwischen Zaire und Swasiland wurde nicht ausgetragen, da beide Mannschaften keine Chance mehr hatten die zweite Runde zu erreichen. Gleiches gilt für Angola und Togo in einer anderen Gruppe. Tansania zog nach vier Niederlagen zurück – auch hier wurden die Spiele aus der Wertung genommen. Die zweite Runde lief ohne Rückzüge. Kamerun und Marokko konnten sich zum dritten Mal, Nigeria zum ersten Mal qualifizieren.
- In Ozeanien verzichtete Westsamoa.

## Besonderheiten
- Der Modus blieb gegenüber der vorherigen WM unverändert.
- In Gruppe E konnte jede Mannschaft einmal gewinnen, spielte einmal remis und verlor ein Spiel, so dass alle vier Punkte hatten, zudem hatten alle eine ausgeglichene Tordifferenz. Daher entschieden über die Reihenfolge zunächst die geschossenen Tore und danach der direkte Vergleich. Norwegen, das erstmals seit 1938 qualifiziert war, schied somit mit nur einem geschossenen und nur einem kassierten Tor aus – keine Mannschaft kassierte bei dieser WM weniger Gegentore. Auch in zwei anderen Gruppen war der direkte Vergleich bei Punkt- und Torgleichheit für die Platzierung entscheidend.
- Zum bisher einzigen Mal konnten beiden Finalisten im Finale kein Tor erzielen, so dass erstmals der Weltmeister durch ein Elfmeterschießen ermittelt wurde.
- Deutschland konnte als erste Titelverteidiger das Eröffnungsspiel gewinnen, zuvor gab es drei Remis und zwei Niederlagen.
- Mit dem Silverdome in Pontiac wurde erstmals eine Halle für WM-Spiele genutzt.
- Durch den Titelgewinn wurde Brasilien wieder alleiniger Rekordweltmeister mit vier WM-Titeln.
- 3.587.538 Zuschauern und einem Schnitt von 68.991 Zuschauern pro Spiel wurden zwei bis heute bestehenden Rekorde aufgestellt.
- Für Bulgarien endete bei dieser WM die längste Serie ohne einen Sieg mit 17 Spielen von 1962 bis 1994.
- Für Bolivien endete bei dieser WM die längste Serie ohne eigenes Tor mit 5 Spielen von 1930 bis 1994.
- Das 4:0 von Schweden gegen Bulgarien ist der höchste Sieg in einem Spiel um Platz 3.
- Das Stanford Stadium in Stanford ist die westlichste WM-Spielstätte (122° 9′ 40,1″ W).

## Fortlaufende Rangliste
Seit 1994 gilt die Regel, dass es für einen Sieg 3 Punkte und für ein Remis – auch wenn es im Elfmeterschießen gewonnen oder verloren wird – einen Punkt gibt. Negativ-Punkte werden nicht mehr gezählt. Spanien erreicht erstmals seit der WM 1954 wieder einen Top-10-Platz und kann diesen bei den folgenden Turnieren halten.
| Rang | Mannschaft                      | Teilnahmen | Spiele | Siege | Unentschieden | Niederlagen | Tore   | Tordifferenz | Punkte |
| ---- | ------------------------------- | ---------- | ------ | ----- | ------------- | ----------- | ------ | ------------ | ------ |
| 1    | Brasilien (=)                   | 15         | 73     | 49    | 13            | 11          | 159:68 | +91          | 160    |
| 2    | Deutschland (=)                 | 13         | 73     | 42    | 16            | 15          | 154:97 | +57          | 142    |
| 3    | Italien (=)                     | 13         | 61     | 35    | 15            | 11          | 98:59  | +39          | 120    |
| 4    | Argentinien (=)                 | 11         | 52     | 26    | 9             | 17          | 90:65  | +25          | 87     |
| 5    | England (=)                     | 9          | 41     | 18    | 12            | 11          | 55:38  | +17          | 66     |
| 6    | Sowjetunion/ Russland ↑1        | 8          | 34     | 16    | 6             | 12          | 60:40  | +20          | 54     |
| 7    | Spanien ↑4                      | 9          | 37     | 15    | 9             | 13          | 53:44  | +9           | 54     |
| 8    | Uruguay ↓2                      | 9          | 37     | 15    | 8             | 14          | 61:52  | +9           | 53     |
| 9    | Schweden ↑4                     | 9          | 38     | 14    | 9             | 15          | 66:60  | +6           | 51     |
| 10   | Frankreich ↓1                   | 9          | 34     | 15    | 5             | 14          | 71:56  | +15          | 50     |
| 11   | BR Jugoslawien ↑3               | 8          | 33     | 14    | 7             | 12          | 55:41  | +14          | 49     |
| 12   | Ungarn ↓2                       | 9          | 33     | 15    | 3             | 14          | 87:57  | +30          | 48     |
| 13   | Polen ↓1                        | 5          | 25     | 13    | 5             | 7           | 39:29  | +10          | 44     |
| 14   | Niederlande ↑2                  | 6          | 25     | 11    | 6             | 8           | 43:29  | +14          | 39     |
| 15   | Tschechoslowakei ↓1             | 8          | 30     | 11    | 5             | 14          | 44:45  | −1           | 38     |
| 16   | Österreich ↓1                   | 6          | 26     | 12    | 2             | 12          | 40:43  | −3           | 38     |
| 17   | Belgien (=)                     | 9          | 29     | 9     | 4             | 16          | 37:53  | −16          | 31     |
| 18   | Mexiko (=)                      | 12         | 33     | 7     | 8             | 18          | 31:68  | −37          | 29     |
| 19   | Chile (=)                       | 6          | 21     | 7     | 3             | 11          | 26:32  | −6           | 24     |
| 20   | Rumänien ↑7                     | 6          | 17     | 6     | 4             | 7           | 26:29  | −3           | 22     |
| 21   | Schweiz ↑1                      | 7          | 23     | 6     | 3             | 14          | 33:51  | −18          | 21     |
| 22   | Portugal ↓1                     | 2          | 9      | 6     | 0             | 3           | 19:12  | +7           | 18     |
| 23   | Schottland ↓3                   | 7          | 20     | 4     | 6             | 10          | 23:35  | −12          | 18     |
| 24   | Bulgarien ↑7                    | 6          | 23     | 3     | 7             | 13          | 21:46  | −25          | 16     |
| 25   | Peru ↓1                         | 4          | 13     | 4     | 3             | 8           | 19:29  | −10          | 15     |
| 26   | Nordirland ↓3                   | 3          | 13     | 3     | 5             | 5           | 13:23  | −10          | 14     |
| 27   | Paraguay ↓2                     | 4          | 11     | 3     | 4             | 4           | 16:25  | −9           | 13     |
| 28   | Kamerun ↓2                      | 3          | 11     | 3     | 4             | 4           | 11:21  | −10          | 13     |
| 29   | Vereinigte Staaten ↑1           | 5          | 14     | 4     | 1             | 9           | 17:33  | −16          | 13     |
| 30   | Dänemark ↓2                     | 1          | 4      | 3     | 0             | 1           | 10:6   | +4           | 9      |
| 31   | DDR ↓2                          | 1          | 6      | 2     | 2             | 2           | 5:5    | ±0           | 8      |
| 32   | Irland ↑4                       | 2          | 9      | 1     | 5             | 3           | 4:7    | −3           | 8      |
| 33   | Kolumbien ↑4                    | 3          | 10     | 2     | 2             | 6           | 13:20  | −7           | 8      |
| 34   | Algerien ↓1                     | 2          | 6      | 2     | 1             | 3           | 6:10   | −4           | 7      |
| 35   | Nigeria (N)                     | 1          | 4      | 2     | 0             | 2           | 7:4    | +3           | 6      |
| 36   | Wales ↓4                        | 1          | 5      | 1     | 3             | 1           | 4:4    | ±0           | 6      |
| 37   | Saudi-Arabien (N)               | 1          | 4      | 2     | 0             | 2           | 5:6    | −1           | 6      |
| 38   | Costa Rica ↓3                   | 1          | 4      | 2     | 0             | 2           | 4:6    | −2           | 6      |
| 39   | Marokko ↓5                      | 3          | 10     | 1     | 3             | 6           | 7:13   | −6           | 6      |
| 40   | Tunesien ↓2                     | 1          | 3      | 1     | 1             | 1           | 3:2    | +1           | 4      |
| 41   | Norwegen ↑8                     | 2          | 4      | 1     | 1             | 2           | 2:3    | −1           | 4      |
| 42   | Nordkorea ↓2                    | 1          | 4      | 1     | 1             | 2           | 5:9    | −2           | 4      |
| 43   | Kuba ↓4                         | 1          | 3      | 1     | 1             | 1           | 5:12   | −7           | 4      |
| 44   | Türkei ↓3                       | 1          | 3      | 1     | 0             | 2           | 10:11  | −1           | 3      |
| 45   | Südkorea ↑3                     | 4          | 11     | 0     | 3             | 8           | 9:34   | −25          | 3      |
| 46   | Honduras ↓4                     | 1          | 3      | 0     | 2             | 1           | 2:3    | −1           | 2      |
| 47   | Israel ↓4                       | 1          | 3      | 0     | 2             | 1           | 1:3    | −2           | 2      |
| 48   | Ägypten ↓4                      | 2          | 4      | 0     | 2             | 2           | 3:6    | −3           | 2      |
| 49   | Kuwait ↓4                       | 1          | 3      | 0     | 1             | 2           | 2:6    | −4           | 1      |
| 50   | Australien ↓4                   | 1          | 3      | 0     | 1             | 2           | 0:5    | −5           | 1      |
| 51   | Iran ↓4                         | 1          | 3      | 0     | 1             | 2           | 2:8    | −6           | 1      |
| 52   | Bolivien ↑5                     | 3          | 5      | 0     | 1             | 4           | 1:20   | −19          | 1      |
| 53   | Irak ↓2                         | 1          | 3      | 0     | 0             | 3           | 1:4    | −3           | 0      |
| 54   | Kanada ↓2                       | 1          | 3      | 0     | 0             | 3           | 0:5    | −5           | 0      |
| 55   | Niederländisch-Indien ↓5        | 1          | 1      | 0     | 0             | 1           | 0:6    | −6           | 0      |
| 56   | Vereinigte Arabische Emirate ↓3 | 1          | 3      | 0     | 0             | 3           | 2:11   | −9           | 0      |
| 57   | Neuseeland ↓3                   | 1          | 3      | 0     | 0             | 3           | 2:12   | −10          | 0      |
| 58   | Griechenland (N)                | 1          | 3      | 0     | 0             | 3           | 0:10   | −10          | 0      |
| 59   | Haiti ↓4                        | 1          | 3      | 0     | 0             | 3           | 2:14   | −12          | 0      |
| 60   | Zaire ↓4                        | 1          | 3      | 0     | 0             | 3           | 0:14   | −14          | 0      |
| 61   | El Salvador ↓3                  | 2          | 3      | 0     | 0             | 6           | 1:22   | −21          | 0      |

- Anmerkung: Kursiv gesetzte Mannschaften waren 1994 nicht dabei, die fett gesetzte Mannschaft gewann das Turnier